# Dégh Linda
Dégh Linda (Budapest, 1918. március 19. – Bloomington, 2014. augusztus 20.) néprajzkutató, Vázsonyi Endre író felesége.

## Élete és munkássága
1943-ban végzett a Pázmány Péter Tudományegyetemen, de már 1942-ben megjelent első könyve, Pandúr Péter meséi címmel. Ortutay Gyula tanítványa volt.
1951-től oktatott az Eötvös Loránd Tudományegyetemen.
1962-ben „Népmese és társadalom” címmel publikálta az 1940-es években Kakasdra telepített bukovinai csángók között végzett kutatásának eredményeit.
1964-ben meghívták az amerikai folklórtudomány egyik legjelentősebb központjába, az Indianai Egyetemre vendégoktatóként, majd kiküldetése végén teljes állást ajánlottak neki, amit el is fogadott. 1978-tól csaknem 1990-es nyugdíjba vonulásáig az intézmény néprajz tanszékének vezetője volt.
Tudományos munkásságának fő területei a folklór elbeszélő műfajai, az identitás és a népi vallásosság formái voltak. Különböző szemszögekből feldolgozta a hagyományos népi hiedelmek továbbélését a modern tömegkommunikáció megjelenéseiben, úgy mint a horrorfilmekben vagy a sci-fikben.
Magyar szempontból is kiemelkedő munkája volt a 20. század elején Amerikába kivándorolt magyar parasztok idős túlélői között az 1960-as években végzett kutatása, arról, hogyan találkozott a hagyományos magyar vidéki kultúra az amerikai modern, ipari világgal.
Férje, Vázsonyi Endre író részt vett több művének alapozó kutatómunkájában, majd azok megírásában.

## Főbb művei
- A szabadságharc népköltészete; Akadémiai, Bp., 1952 (Tudományos ismeretterjesztő sorozat)
- Útmutató a munkásosztály néprajzi vizsgálatához; Művelt Nép, Bp., 1953
- Kakasdi népmesék, 1-2.; nyelvészeti gondozás, szójegyzék Pál Máté; Akadémiai, Bp., 1955–1960
- Népköltészet; ELTE, Bp., 1958
- Märchen, Erzähler und Erzählgemeinschaft. Dargestellt an der ungarischen Volksüberlieferung; németre ford. Till Johanna, Engl Henriette, Engl Géza; Akademie-Verlag, Berlin, 1962 (Veröffentlichungen Deutsche Akademie der Wissenschaften zu Berlin, Institut für deutsche Volkskunde)
- Folktales and society. Story-telling in a Hungarian peasant community; angolra ford. Emily M. Schossberger; Indiana University Press, Bloomington–London, 1969
- People in the tobacco belt: four lives; National Museums of Canada, Ottawa, 1975 (National Museum of Man Mercury Series Canadian Centre for Folk Culture Studies)
- Nagyszékelytől Delhi-ig. Egy magyarországi német életútja, 1943–1974; Ethnica, Debrecen, 2001

## Elismerései
- Sigillo D'Oro,
- Guggenheim Fellowship
- Ortutay-díj
- az Amerikai Néprajzi Társaság életműdíja
- a Debreceni Egyetem díszdoktora (2002)